# Dressur
Dressur er en konkurrenceform indenfor hestesport, hvor hestens lydighed, smidighed i bevægelserne, fysik og evner bedømmes, ligesom rytterens opstilling og samarbejde med hesten vurderes af dommerne. Det æstetiske i ridtet er af betydning, og dressuren er således en subjektiv konkurrenceform. For at nå det ypperste niveau, som kræver, at hestene udviser ikke-naturlige bevægelsesmønstre, har sportens topudøvere i stor stil anvendt træningsmetoder, der er dyrplageri.
I dressur kræves fuld koncentration fra både hest og rytter. Hesten skal adlyde de signaler, rytteren giver, og rytterens signaler til hesten skal være effektive og gerne usynlige. I dressuren udføres svære øvelser med baggrund i den høje skole med præcision og ynde.

## Regler
Rytteren får dressurprogrammet noget tid før stævnet (i modsætning til springning, hvor rytteren først ser banen lige inden sin klasse). Der findes to forskellige slags baner til dressurkonkurrencer:
- Bane A er 20 x 60 meter.
- Bane B er 20 X 40 meter.

På en dressurbane er der bogstaver, der hjælper rytteren med at vide, hvor de forskellige øvelser skal udføres: bogstaverne A, B, C, E, F, H, K, M, P, R, S, og V er markeret på barrieren. Bogstaverne i bunden G, I, X, L og D er normalt markeret der.
.

## Dommere
Til store stævner er der normalt fem dommere: en hoveddommer og fire sidedommere. Hoveddommeren sidder ved C, mens de andre sidder ved M, H, B, og E. Hver dommer giver hver øvelse point på en skala fra 1-10. Ud over at dommerne giver point for hver øvelse, giver de også point for hestens lydighed og programmets afvikling. Visse øvelser tæller dobbelt.
Ved helt almindelige træningsstævner bl.a. sløjfestævner og klubstævner (D stævner) er der en dommer ved C.
Til distrikstsstævner (C-stævner) er der en dommer ved C. Dog ses det ved mesterskabsstævner (distriksmesterskaber) o.lign., at der er tre dommere: ved C (hoveddommer)  M og H.
Til landsstævner (B-stævner) er der typisk tre eller to dommere, men der kan også være færre.
Til elitestævner (A-stævner) er der altid tre dommere. Ved Danmarksmesterskaberne er der fem dommere, som ved de internationale stævner.

## Klasser
Der er dressurklasser i flere sværhedsgrader; tallene viser programmet, jo højere tallet er, desto sværere er programmet. De mest normale er:

### For hest
- LD1-2 på B bane
- LC1-2-3 på A og B bane
- LB1-2-3 på A og B bane
- LA1-2-3-4-5-6 på A og B bane
- MB1-2-3 på A og B bane
- MA1 på A og B bane og MA2 på A bane
- Prix St. George på A bane
- Intermediare I, svær Intermediare I og Intermediare II
- Intermediare A og B
- Grand Prix på A bane
- Grand Prix Special på A bane

### For pony
- LD1-2 B bane
- LC1-2-3 på A og B bane
- LB1-2-3 på A og B bane
- LA1-2-3-4-5-6 på A og B bane
- PRI på A bane
- PRT på A bane
- PRM på A bane
- Kür på A bane

### Kür
Arrangører af stævner kan udskrive kür i stort set alle sværhedsgrader. Kür er et individuelt program sammensat til musik, hvor præcision, opfindsomhed, musik og det kunstneriske tæller i den samlede bedømmelse.

## Beklædning
I de lavere klasser og klasser for ungheste er rytteren klædt i mørk jakke, hvid skjorte, plastron/slips, hvide bukser, sorte lange støvler og ridehjelm. Hesten har sadel og trense med almindeligt trensebid (evt. tredelt), og der må rides med bandager til og med LA 3 for at beskytte hestens ben.
I højere klasser (fra MB0) udskiftes jakken med herrekjole og ridehjelmen med høj hat (hatten er ikke et krav). I 2021 blev det påbudt, at ryttere i alle klasser skal bære sikkerhedshjelm. Det er derfor ikke længere en mulighed, at bære høj hat. Et påbud, der har skabt røre i dressurverdenen, da mange ryttere forbinder dressur med et elegant udtryk hos både hest og rytter.[kilde mangler] Hestens trense udskiftes med en kandar. Kandaren består af to bid: et bridonbid og et stangbid, der medvirker til at forfine rytterens signaler. Stangbiddet og bridonbiddet har hver sin tøjle, så rytteren har to tøjler at virke med.

## Øvelser
Dressurens formål beskrives på Dansk Rideforbunds hjemmeside:
"Øvelserne skal udføres i en hensigtsmæssig form, som bygger på hestens naturlige forudsætninger."
"Denne disciplin er ofte blevet sammenlignet med klassisk ballet og bliver ofte betegnet som verdens sværeste sport, fordi der kræves så fantastisk mange kvaliteter af både hest og rytter."
I dressur forekommer en række øvelser, som ekvipagen skal gennemføre. Der er forskel på hvilke øvelser og omfanget heraf, der skal gennemføres i forskellige konkurrencer. Øvelserne baserer sig på en blanding af de traditionelle gangarter for heste: Trav, galop og skridt. Blandt øvelserne er følgende:
- Piaffe: En rolig gang på stedet
- Passage: Gang, hvor hesten ser ud til kortvarigt at stoppe op, inden den sætter foden ned
- Traversering: Hesten går skråt fremad, idet benene krydses (ved traversering mod venstre krydser højrebenene de venstre)
- Pirouette: Ekvipagen drejer 360° på stedet (kan udføres i skridt og galop)
- Halvpirouette: Ekvipagen drejer 180° på stedet (kan udføres i skridt og galop)
- Versade: Hesten kigger ind mod midten.
- Schenkelvigning: En sideførende bevægelse hvor hestens hoved er stillet til den modsatte side af den hesten går. (Hvis hesten laver en schenkelvigning til venstre er hestens hoved stillet til højre)
- Tilbagetrædning: Ekvipagen træder baglæns